# Райдужна (станція метро)
50°28′47.21″ пн. ш. 30°34′26.78″ сх. д. / 50.4797806° пн. ш. 30.5741056° сх. д.
«Ра́йдужна» — майбутня станція Подільсько-Вигурівській лінії Київського метрополітену, що буде розташована після станції «Затока Десенка». За станцією планується відгалуження у бік житлового масиву Вигурівщина-Троєщина з будівництвом тунелів для обороту та відстою рухомого складу. Згідно з проєктом будівництва станція буде розташована за вул. Центральна Садова на Русанівських садах між опорами естакад верхового та низового проїзду Подільського мостового переходу.
Після відкриття станція стане частиною транспортно-пересадочного вузла на території Русанівських садів, що також інтегрує автобуси, трамваї та електрички.

## Конструкція
За конструкцією станція планується односклепінною, мілкого закладення. Матиме один підземний вестибюль поблизу від Центральної Садової вулиці, яка в перспективі стане центральною магістраллю масиву. Платформа станції сполучається з підземним вестибюлем за допомогою ліфта та сходів висотою 3,9 м, вестибюль, у свою чергу, з'єднується з поверхнею за допомогою сходів та ескалаторів висотою підйому 5,8 м. Із протилежного боку станції заплановано влаштування аварійного виходу.
Колійні стіни планується облицювати полірованим бежевим мармуром та стрічками різнокольорової смальти, які нагадуватимуть райдугу. Підлогу платформи планується улаштувати з шліфованих гранітних плит.

## Будівництво
У комунального підприємства «Київський метрополітен» наявна проєктна документація з будівництва дільниці Подільсько-Вигурівської лінії метрополітену від станції «Глибочицька» до станції «Райдужна» з відгалуженням у бік житлового масиву Вигурівщина-Троєщина. Згідно з проєктом станція  «Райдужна» входить до першої черги будівництва нової лінії метрополітену.
Плановий термін будівництва за наявності фінансування становить 62 місяці, тобто відкриття станції планується після 2027-28 року, в складі першої черги Подільсько-Вигурівської лінії.
Станом на початок 2025 року спорудження станції не розпочате.